# Надін Горхлер
Надін Горхлер (нім. Nadine Horchler; нар. 21 червня 1986) — німецька біатлоністка, призерка чемпіонату Європи з біатлону, призерка та переможниця етапів кубка світу з біатлону.

## Виступи на Чемпіонатах світу
| Рік  | Місце проведення     | Інд | Спр | Пр | МС | Ест | ЗМ |
| 2013 | Нове Место-на-Мораві | 28  | 84  |    |    |     |    |

## Кар'єра в Кубку світу
- Дебют в кубку світу — 17 березня 2011 року в спринті в Осло — 27 місце.
- Перше попадання до залікової зони — 17 березня 2011 року в спринті в Осло — 27 місце.
- Перший подіум — 3 січня 2013 року в естафеті в Обергофі — 3 місце.
- Перша перемога — 20 січня 2013 року в естафеті в Антхольці — 1 місце.

У 2011 році Надін дебютувала на етапах кубка світу з біатлону в Осло, де провела 2 гонки. В обох гонках їй вдалося потрапити до залікової зони та за підсумками сезону увійти до загального заліку біатлоністів, посівши 80 місце. В наступному сезоні спортсменка провела три гонки на етапах Кубка світу і в кожній зних потрапляла до залікової зони. Набрані бали дозволили їй посісти 80 місце в загальному заліку біатлоністів.
У сезоні 2012/2013 Надін вдалося закріпитися в основі збірної Німеччини. Вона взяла участь майже у всіх стартах, що проходили в рамках Кубка світу. В лютому 2013 року Горхлер дебютувала на Чемпіонаті світу з біатлону де провела 2 гонки, показавши 28 результат у індивідуалці та 84 у спринті. Також Надін вперше виступила за естафетну збірну Німеччини. Протягом сезону вона взяла участь у 4 естафетних гонках і у двох із них потрапляла на подіум. Найкращим же особистим досягненням спортсменки стали 5 місця в спринті та персьюті, які вона виборола на 6 етапі Кубка світу, що проходив у італійському Антхольці. Продемонстровані протягом сезону непогані результати дозволи Надін завершити сезон на 25 місці загального заліку біатлоністів, що поки є її найкращим досягненням.

## Загальний залік в Кубку світу
- 2010-2011 — 80-е місце (23 очки)
- 2011-2012 — 80-е місце (13 очок)
- 2012-2013 — 25-е місце (354 очки)

## Статистика стрільби
| № п/п | Сезон     | Загальна        | Індивідуальна гонка | Спринт         | Гонка переслідування | Мас-старт     | Естафета      |
| ----- | --------- | --------------- | ------------------- | -------------- | -------------------- | ------------- | ------------- |
| 1     | 2010-2011 | 86,7% (26/30)   | 0,0% (0/0)          | 90,0% (9/10)   | 85,0% (17/20)        | 0,0% (0/0)    | 0,0% (0/0)    |
| 2     | 2011-2012 | 90,0% (36/40)   | 0,0% (0/0)          | 95,0% (19/20)  | 85,0% (17/20)        | 0,0% (0/0)    | 0,0% (0/0)    |
| 3     | 2012-2013 | 87,6% (339/387) | 95,0% (57/60)       | 89,0% (89/100) | 83,6% (117/140)      | 90,0% (36/40) | 85,1% (40/47) |

## Статистика
У таблиці наведено статистику виступів біатлоніста в Кубку світу.
- Місця 1–3: кількість подіумів
- Чільна 10: кількість фінішів у першій десятці
- В очках: кількість виступів, на яких біатлоніст здобував очки
- Старти: кількість стартів
- Естафета: включно зі змішаною

| Місця                              | Індивід. | Спринт | Персьют | Мас-старт | Естафета | Разом |
| ---------------------------------- | -------- | ------ | ------- | --------- | -------- | ----- |
| 1                                  |          |        |         |           | 1        | 1     |
| 2                                  |          |        |         |           |          |       |
| 3                                  |          |        |         |           | 1        | 1     |
| Чільна 10                          |          | 2      | 2       |           | 4        | 8     |
| В очках                            | 2        | 11     | 9       | 2         | 4        | 28    |
| Стартів                            | 3        | 13     | 9       | 2         | 4        | 31    |
| Станом на: кінець сезону 2012/2013 |          |        |         |           |          |       |